# 477 a. C.
El año 477 a. C. fue un año del calendario romano prejuliano. En el Imperio romano se conocía como el Año del consulado de Pulvilo y Lanato (o menos frecuentemente, año 277 Ab urbe condita). 

## Acontecimientos

### Grecia
- Como consecuencia de las guerras médicas se crea la Liga de Delos, que agrupa a las ciudades del archipiélago, la Jonia y el Helesponto bajo la dirección de Atenas.[1]
- El rey espartano Pausanias, al mando de una flota griega, expulsa a los persas de Bizancio, ciudad de la cual se erige en tirano.
- Nicomedes, hijo de Cleómbroto, rey regente de Esparta, debido a la escasa edad del hijo de Pausanias, Plistoanacte.

### República Romana
- Destrucción de la gens Fabia en la fortaleza de Crémera (Batalla de Crémera).
- Derrota del cónsul Tito Menenio Lanato frente a los etruscos.
- Batalla del Templo de la Esperanza. El cónsul Horacio Pulvilo derrota a los veyenses en las puertas de Roma.

### Japón
- Termina el reinado del cuarto emperador, Itoku.

## Fallecimientos
- Pausanias, rey regente de Esparta.
- Emperador Itoku, cuarto emperador de Japón (n. 554 a. C.), a la edad de 77 años.